# Bladneusvleermuizen van de Oude Wereld
De bladneusvleermuizen van de Oude Wereld of kamneusvleermuizen (Hipposideridae) is een familie uit de orde der vleermuizen (Chiroptera). De familie is verwant aan de hoefijzerneuzen (Rhinolophidae) en de twee worden regelmatig samen in één familie geplaatst, de hoefijzerneuzen en bladneusvleermuizen van de Oude Wereld.
Leden van de familie komen vaak talrijk voor in de tropische en subtropische bossen in de Oude Wereld, in Afrika, Zuid-Azië, Australië, Nieuw-Guinea en de Salomonseilanden. De meeste soorten zijn insecteneters.
Het neusblad is hoefijzervormig, minder duidelijk dan bij de hoefijzerneuzen, en de huid boven de neusgaten vertoont vreemde aanhangsels. Over het neusblad loopt een lancet die meestal eindigt in drie punten. Er is geen sella (zadel) in het midden van het neusblad. Deze neusaangroeisels zijn complexer dan die van de bladneusvleermuizen van de Nieuwe Wereld, een onverwante vleermuizenfamilie, en komen in meer vormen voor dan bij de hoefijzerneuzen.

## Taxonomie
Er zijn meer dan negentig soorten bladneusvleermuizen van de Oude Wereld, verdeeld over zeven geslachten. Veruit het meest soortenrijke geslacht is Hipposideros, met ruim zeventig soorten. Een aantal geslachten zijn afgesplitst als aparte familie: Rhinonycteridae.
- Familie Hipposideridae (Bladneusvleermuizen van de Oude Wereld)
  - Geslacht Anthops (Bloemneusvleermuis)
  - Geslacht Asellia
  - Geslacht Aselliscus
  - Geslacht Coelops
  - Geslacht Doryrhina
  - Geslacht Hipposideros
  - Geslacht Macronycteris

Vleerhonden · Kitti's varkensneusvleermuis · Klapneusvleermuizen · Reuzenoorvleermuizen · Hoefijzerneuzen · Bladneusvleermuizen van de Oude Wereld · Spleetneusvleermuizen · Schedestaartvleermuizen · Nieuw-Zeelandse vleermuizen · Hechtschijfvleermuizen · Furievleermuizen · Hazenlipvleermuizen · Plooilipvleermuizen · Bladneusvleermuizen van de Nieuwe Wereld · Trechteroorvleermuizen · Zuigschijfvleermuizen · Bulvleermuizen · Miniopteridae · Gladneuzen